# Vikingeklubben Jomsborg
Vikingeklubben Jomsborg er en vinterbadeklub i Århus, med hjemsted på Den Permanente Badeanstalt.
Klubben blev grundlagt den 31. december 1933 og er pr.  2019 den største danske vinterbadeklub. Den havde 9.965 medlemmer i 2021, op fra 7.700 i 2014. Klubben råder over 7 saunaer.